# اچ‌ام‌اس اندرو (پی۴۲۳)
اچ‌ام‌اس اندرو (پی۴۲۳) (به انگلیسی: HMS Andrew (P423)) یک زیردریایی بود که طول آن ۲۹۳ فوت ۶ اینچ (۸۹٫۴۶ متر) بود. این زیردریایی در سال ۱۹۴۶ ساخته شد.